# گورهان اوزگیوز
گورهان اوزگیوز نویسنده و فعال مذهبی در آلمان است. وی به همراه برادرانش در سال ۱۹۹۹ به تشیع گروید و کتبی به آلمانی در دفاع از اسلام و شیعه نوشت. خواهر دیگر وی (آیدان اوزگیوز)عضو بوندستاگ از حزب سوسیال دموکرات آلمان است.

## کتابها
Wir sind 'fundamentalistische Islamisten' in Deutschland
Treppenbau für 'Nichtprofis
und wie baue ich diese auf?